# Palatul de Justiție din Focșani
Palatul Justiției din Focșani este un monument istoric aflat pe teritoriul municipiului Focșani. Palatul a fost construit între 1909 și 1912 la inițiativa prefectului din acea perioadă, P. Panaitescu, fiind inaugurat pe 12 aprilie 1912.
Până în anul 2011 clădirea a găzduit atât Tribunalul Vrancea, cât și Judecătoria Focșani. Ulterior, instituțiile au fost mutate într-o altă clădire, iar vechiul palat de justiție a intrat în patrimoniul Consiliului Județean Vrancea, destinația propusă fiind de Centru Unesco și Muzeu al Vinului.